# Campionati mondiali di freestyle 1999
I Campionati mondiali di freestyle 1999 sono stati l'8ª edizione della manifestazione. Si sono svolti a Hasliberg, in Svizzera, dall'8 al 14 gennaio 1999. 

## Risultati

### Uomini

#### Salti
| Posizione | Atleta            | Nazione     | Punti  |
| 1         | Eric Bergoust     | Stati Uniti | 253,03 |
| 2         | Christian Rijavec | Austria     | 245,03 |
| 3         | Joe Pack          | Stati Uniti | 238,40 |

Data: 13 gennaio 1999

#### Gobbe
| Posizione | Atleta        | Nazione   | Punti |
| 1         | Janne Lahtela | Finlandia | 26,59 |
| 2         | Lauri Lassila | Finlandia | 26,12 |
| 3         | Sami Mustonen | Finlandia | 26,07 |

Data: 10 gennaio 1999

#### Gobbe in parallelo
| Posizione | Atleta          | Nazione   |
| --------- | --------------- | --------- |
| 1         | Johann Grégoire | Francia   |
| 2         | Janne Lahtela   | Finlandia |
| 3         | Lauri Lassila   | Finlandia |

Data: 14 gennaio 1999

#### Balletto
| Posizione | Atleta            | Nazione     | Punti |
| 1         | Ian Edmondson     | Stati Uniti | 26,25 |
| 2         | Mike McDonald     | Canada      | 25,89 |
| 3         | Heini Baumgartner | Svizzera    | 25,75 |

Data: 11 gennaio 1999

### Donne

#### Salti
| Posizione | Atleta            | Nazione     | Punti  |
| 1         | Jacqui Cooper     | Australia   | 197,83 |
| 2         | Hilde Synnøve Lid | Norvegia    | 185,15 |
| 3         | Nikki Stone       | Stati Uniti | 180,71 |

Data: 13 gennaio 1999

#### Gobbe
| Posizione | Atleta         | Nazione     | Punti |
| 1         | Ann Battelle   | Stati Uniti | 24,37 |
| 2         | Kari Traa      | Norvegia    | 24,12 |
| 3         | Corinne Bodmer | Svizzera    | 23,80 |

Data: 10 gennaio 1999

#### Gobbe in parallelo
| Posizione | Atleta         | Nazione     |
| --------- | -------------- | ----------- |
| 1         | Sandra Schmitt | Germania    |
| 2         | Kari Traa      | Norvegia    |
| 3         | Ann Battelle   | Stati Uniti |

Data: 14 gennaio 1999

#### Balletto
| Posizione | Atleta                | Nazione | Punti |
| 1         | Natalija Rasumowskaja | Russia  | 27,94 |
| 2         | Oksana Kuschenko      | Russia  | 26,89 |
| 3         | Annika Johansson      | Svezia  | 25,30 |

Data: 11 gennaio 1999

## Medagliere
| Pos.   | Paese       | Oro | Argento | Bronzo | Totale |
| ------ | ----------- | --- | ------- | ------ | ------ |
| 1      | Stati Uniti | 3   | 0       | 3      | 6      |
| 2      | Finlandia   | 1   | 2       | 2      | 5      |
| 3      | Russia      | 1   | 1       | 0      | 2      |
| 4      | Canada      | 1   | 0       | 0      | 1      |
| 4      | Germania    | 1   | 0       | 0      | 1      |
| 4      | Francia     | 1   | 0       | 0      | 1      |
| 7      | Norvegia    | 0   | 3       | 0      | 3      |
| 8      | Canada      | 0   | 1       | 0      | 1      |
| 8      | Austria     | 0   | 1       | 0      | 1      |
| 10     | Svizzera    | 0   | 0       | 2      | 2      |
| 11     | Svezia      | 0   | 0       | 1      | 1      |
| Totale | Totale      | 8   | 8       | 8      | 24     |